# Anjanette Comer
Anjanette Comer (7 de agosto de 1939) es una actriz estadounidense nacida en Dawson, Texas. Hizo su debut en el cine como la protagonista femenina en la comedia de 1964 Quick, Before It Melts, seguida de un recordado papel en la sátira de 1965 The Loved One. Obtuvo un papel principal como el interés amoroso de Marlon Brando y John Saxon en la película de aventuras The Appaloosa (1966). Durante su carrera, Comer apareció en más de 50 producciones de cine y televisión en Estados Unidos y México entre 1962 y 1999.

## Filmografía seleccionada

### Cine y televisión
- My Three Sons como Janie Stempel (1 episodio, 1962)
- Gunsmoke como Cara Miles (1 episodio, 1963)
- Bonanza como Joan Wingate (1 episodio, 1964)
- Combate!! como Annette (1 episodio,  1964)
- Quick, Before It Melts (1964) como Tiara Marshall
- The Loved Ones (1965) como Aimee Thanatogenous
- The Appaloosa (1966) como Trini
- Los cañones de San Sebastián (película de 1968) como Kinita
- La noche de los mil gatos (1972)
- Police Story como Constantina (2 episodios, 1974)
- S.W.A.T. como Alicia Woodward (2 episodios, 1975)
- Dead of Night (1977) como Alexis
- The Underneath (1995) como la señora Chambers
- Profiler como Barbara Henkley (1 episodio, 1999)